# Iguanodectes variatus
Iguanodectes variatus är en fiskart som beskrevs av Géry, 1993. Iguanodectes variatus ingår i släktet Iguanodectes och familjen Characidae. Inga underarter finns listade i Catalogue of Life.